# Route nationale 368
Die Route nationale 368, kurz N 368 oder RN 368, war eine französische Nationalstraße.
Die Nationalstraße wurde 1933 bei der Netzverdichtung im Verlauf zwischen der N36 nördlich von Chaumes-en-Brie und La Ferté-sous-Jouarre festgelegt wurde.
Im Jahr 1973 wurde die Straße vom Status einer Nationalstraße zu einer Département-Straße herabgestuft und erhielt die Straßennummer D402, welche auch für den im gleichen Département liegenden Abschnitt der abgestuften Nationalstraße N369 verwendet wurde.
Im Jahr 1978 wurde die Straßennummer erneut für den Abschnitt zwischen Bricard und Les Pennes-Mirabeau der Nationalstraße N568 verwendet. Im Jahr 2006 erfolgte die Abstufung dieser Trasse.